# Ganzaque (Adiljevaz)
Ganzaque (em armênio: Գանձակ; romaniz.: Ganzak) é uma aldeia do distrito de Adiljevaz, da província de Bitlisse, na Turquia.

## História
Ganzaque fica entre as cidades de Adiljevaz e Erjixe, na costa nordeste do lago de Vã. No século XIX, fez parte do sanjaco de Adiljevaz do vilaiete de Vã do Império Otomano. Na década de 1850, tinha 18 casas com 154 habitantes armênios, e antes do genocídio armênio de 1915, tinha 70. Era conhecida à época por seus campos de trigo, que era vendido nos mercados. Sabe-se da existência de uma igreja dedicada a Mãe de Deus (Artvacacin). Na parte nordeste da aldeia ficava o Mosteiro de Quenapor / Guinabero, ao qual o bispo Abraão e seu irmão Amircã doaram um Evangelho em 1631.